# Joshua Stritzinger
Joshua Stritzinger, né le 6 décembre 1995 à Karlsruhe, est un coureur cycliste allemand.

## Palmarès
- 2013
  - 2e du Tour de Basse-Saxe juniors
  - 4e du championnat du monde du contre-la-montre juniors
- 2015
  -  Champion d'Allemagne du contre-la-montre par équipes
- 2017
  -  Champion d'Allemagne du contre-la-montre par équipes

## Classements mondiaux
| Année                                 | 2016  |
| ------------------------------------- | ----- |
| Classement mondial                    | 2242e |
| UCI Europe Tour                       | 1490e |
|                                       |       |
| Légende : nc = non classéSource : UCI |       |